# Pseudomyrmex solisi
Pseudomyrmex solisi är en myrart som först beskrevs av Santschi 1916.  Pseudomyrmex solisi ingår i släktet Pseudomyrmex och familjen myror.

## Underarter
Arten delas in i följande underarter:
- P. s. belgranoi
- P. s. solisi